# 泡泡龙 (1986年游戏)
《泡泡龍》

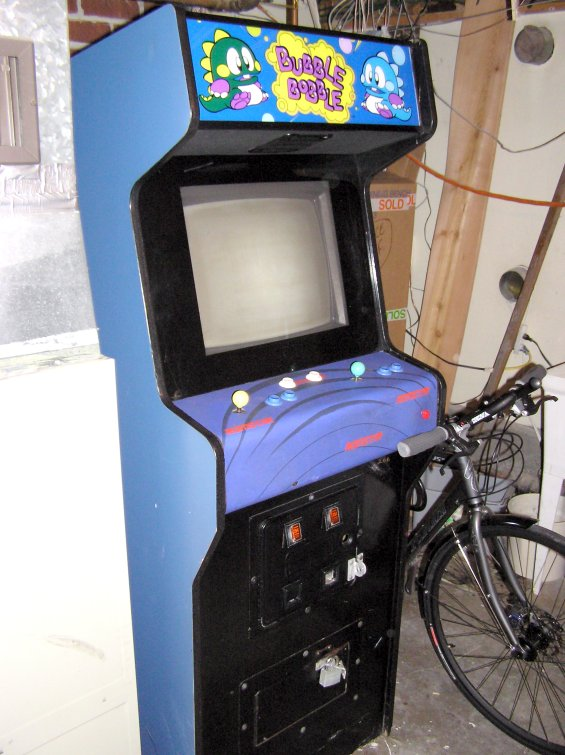

是一款由日本公司太東開發的动作平台类電子遊戲，最早於1986年在街機上推出，后移植至多个游戏平台，1988年被移植到了FC游戏机。

主角是兩隻綠色和藍色的可愛小恐龍，名字分別叫Bub和Bob，會吐「泡泡」，故稱「泡泡龍」。

## 過關條件
泡泡龍可以一人或二人進行遊戲，共有100關，每一關的遊戲範圍只有一個螢幕的大小，沒有任何滾動，而部份關卡玩家可從下面的兩個洞「回到」螢幕最上方。過關方法為消滅畫面上所有的敵人，一般是用吐出的氣泡包住敵人，然後將氣泡弄破即可消滅。

### 特殊狀況
- 若已被泡泡包住的敵人閒置過久而不擊破時，會轉變成紅色泡泡，並於小段時間後衝破泡泡，此時怪物則呈現「發怒」（變紅並移動加速）狀態。
- 在一關內，若不在指定時間消滅所有敵人(約30秒)，螢幕上會出現「hurry up!」的警告字句。若過後仍未全數消滅敵人，除了敵人會「發怒」，還有一隻白色的鯊魚（名字是Baron von Blubba）會出現在畫面上，若是二人遊戲則會出現兩隻。Baron von Blubba是不能用任何方法消滅，直至主角將畫面上其他的敵人全數消滅，Baron von Blubba才會自動消失。
- 當留下最後一隻怪物時，怪物便會呈現「發怒」狀態。

## 結局
按照達成條件結局分為三種(FC為主 其他未確定)
1. 單人/雙人 一般過關(未取得99關的魔法水晶) 螢幕顯示 BAD END THIS IS NOT A TRUE ENDING! TAKE THE MAGICAL CRYSTAL BALL. AND YOU WILL FIND THE DOOR TO SECRET ROAD! (中文大意：壞結局 這不是一個真的結局！ 取得魔力水晶.你會找到通往秘密的大門!)
2. 單人 水晶過關(取得99關的魔法水晶) 螢幕顯示BAD END THIS IS NOT A TRUE ENDING! TRY AGAIN WITH YOUR FRIEND. (中文大意：壞結局 這不是一個真的結局！和你的朋友在試一次.)
3. 雙人 水晶過關(取得99關的魔法水晶) 螢幕顯示 HAPPY END (中文大意：好結局)

## 外部連結
维基共享资源上的相關多媒體資源：泡泡龙